# Браун, Элис (легкоатлетка)
Элис Регина Браун(-Харрис) (англ. Alice Regina Brown(-Harris); род. 20 сентября 1960, Джэксон) — американская легкоатлетка (бег на короткие дистанции), чемпионка мира, чемпионка и призёр летних Олимпийских игр, участница двух Олимпиад.

## Карьера
Браун прошла отборочные соревнования на летние Олимпийские игры 1980 года в Москве, но из-за бойкота этих Игр США, не смогла принять в них участие. В числе других 460 американских спортсменов, лишённых возможности участия в московской Олимпиаде, она была награждена Золотой медалью Конгресса США.
На домашней летней Олимпиаде в Лос-Анджелесе Браун выступала в беге на 100 метров и эстафете 4×100 метров. В коротком спринте она завоевала серебряную медаль (11,13 с), уступив золото своей соотечественнице Эвелин Эшфорд (10,97 с — олимпийский рекорд) и опередив бронзовую призёрку, представительницу Ямайки Мерлин Отти (11,16 с). В эстафете команда США (Элис Браун, Джанет Болден, Чандра Чизборо, Эвелин Эшфорд), за которую Браун бежала на первом этапе, стала олимпийской чемпионкой (41,65 с), опередив команды Канады (42,77 с) и Великобритании (43,11 с).
На последней для себя летней Олимпиаде 1988 года в Сеуле Браун выступала только в эстафете 4×100 метров и снова бежала на первом этапе. Команда США (Элис Браун, Шейла Эчолс, Флоренс Гриффит-Джойнер, Эвелин Эшфорд) снова завоевала золотые медали (41,98 с), на этот раз опередив команды ГДР (42,09 с) и СССР (42,75 с).